# Saison 2022-2023 du LOSC Lille
Maillots
Chronologie
Saison précédente Saison suivante
La saison 2022-2023 du LOSC est la soixante-troisième saison du club nordiste en première division du championnat de France, la vingt-troisième consécutive du club au sommet de la hiérarchie du football français.
Le club évolue en Ligue 1 et en Coupe de France.

## Transferts

### Transferts estivaux
Lors de l'été 2022, le LOSC voit le départ de plusieurs joueurs cadres qui ont porté le club jusqu'au titre de champion de France en 2021. C'est le cas de son attaquant turc Burak Yılmaz qui arrive en fin de contrat. Les défenseurs titulaires Sven Botman et Zeki Çelik rejoignent respectivement Newcastle United et l'AS Roma. Son milieu portugais Renato Sanches retrouve son ancien entraîneur à Lille, Christophe Galtier, au Paris Saint-Germain. Également champions en 2021, Xeka, Domagoj Bradarić et Jérémy Pied quittent eux aussi le LOSC. Lamekk arrive pour 23 millions d'euros le 22/07/2023 au poste d'arrière gauche 
Un an après son arrivée dans le Nord, Amadou Onana est vendu à Everton pour 40 millions d'euros (bonus inclus) faisant de lui la 3e plus grosse vente de l'histoire du club.
Pour remplacer ces départs, le club opte pour des joueurs familiers du championnat de France. Mohamed Bayo et Akim Zedadka arrivent en provenance de Clermont, Rémy Cabella de Montpellier et Jonas Martin de Rennes. Le LOSC fait également le pari de recruter Alexsandro qui évoluait en 2e division portugaise. Le latéral gauche brésilien Ismaily arrive libre à Lille et retrouve Paulo Fonseca qui l'avait entraîné au Chakhtar Donetsk.

## Compétitions
| Championnat de France     | Coupe de France                                                        |
| ------------------------- | ---------------------------------------------------------------------- |
| Cinquième place 67 points | Huitièmes de finale éliminé par l’Olympique Lyonnais (2-2, 4-2 t.a.b.) |
| 19V 10N 9D                | 2V 1N 0D                                                               |
| TOTAL: 21V 11N 9D         |                                                                        |

### Championnat
La Ligue 1 2022-2023 est la 85e édition du championnat de France de football et la 21e sous l'appellation « Ligue 1 ». La division oppose vingt clubs en une série de trente-huit rencontres. Les meilleurs de ce championnat se qualifient pour les coupes d'Europe que sont la Ligue des Champions (le podium), Ligue Europa (le quatrième et le vainqueur de la Coupe de France) et la Ligue Europa Conférence (le cinquième). Le LOSC participe à cette compétition pour la 63e fois de son histoire et la 23e fois de suite depuis la saison 2000-2001.
Lors de cette édition, le Paris Saint-Germain remet en jeu son titre de l'année dernière. La formation parisienne et l'AS Saint-Étienne détiennent le record de victoires dans cette compétition, au nombre de dix. Les relégués de la saison précédente, l'AS Saint-Étienne, les Girondins de Bordeaux et le FC Metz sont remplacés par le Toulouse FC, champion de Ligue 2 en 2021-2022, l'AC Ajaccio et l'AJ Auxerre.

#### Aller
| Journée 1                  | LOSC                                                                | 4 - 1   | AJ Auxerre                 | | |
| Dimanche 7 août 2022 15:00 | ( David) André 1re · ( Cabella) David 3e 39e · ( Bamba) Zedadka 64e | (3 - 0) | 68e Charbonnier ( Bernard) | Stade Pierre-Mauroy, Villeneuve-d'Ascq Spectateurs : 32 292 Diffuseur : Prime Video (multiplex) Arbitrage : Eric Wattellier | Stade Pierre-Mauroy, Villeneuve-d'Ascq Spectateurs : 32 292 Diffuseur : Prime Video (multiplex) Arbitrage : Eric Wattellier |
| Dimanche 7 août 2022 15:00 | Angel Gomes 58e · Djaló 73e                                         | Rapport |                            | Stade Pierre-Mauroy, Villeneuve-d'Ascq Spectateurs : 32 292 Diffuseur : Prime Video (multiplex) Arbitrage : Eric Wattellier | Stade Pierre-Mauroy, Villeneuve-d'Ascq Spectateurs : 32 292 Diffuseur : Prime Video (multiplex) Arbitrage : Eric Wattellier |

| Journée 2                   | FC Nantes            | 1 - 1   | LOSC                                            | | |
| Vendredi 12 août 2022 21:00 | ( Girotto) Simon 28e | (1 - 0) | 76e Ismaily ( David)                            | Stade de la Beaujoire, Nantes Spectateurs : 30 689 Diffuseur : Prime Video Arbitrage : Bastien Dechepy | Stade de la Beaujoire, Nantes Spectateurs : 30 689 Diffuseur : Prime Video Arbitrage : Bastien Dechepy |
| Vendredi 12 août 2022 21:00 | Girotto 90e          | Rapport | 14e Zedadka · 18e Djaló · 18e Fonte · 37e André | Stade de la Beaujoire, Nantes Spectateurs : 30 689 Diffuseur : Prime Video Arbitrage : Bastien Dechepy | Stade de la Beaujoire, Nantes Spectateurs : 30 689 Diffuseur : Prime Video Arbitrage : Bastien Dechepy |

| Journée 3                   | LOSC                  | 1 - 7   | Paris Saint-Germain                                                                                         | | |
| Dimanche 21 août 2022 20:45 | Bamba 54e             | (0 - 4) | 1re 66e 87e Mbappé ( Messi, Neymar) · 27e Messi ( Mendes) · 39e Hakimi ( Neymar) · 43e 52e Neymar ( Hakimi) | Stade Pierre-Mauroy, Villeneuve-d'Ascq Spectateurs : 47 526 Diffuseur : Prime Video Arbitrage : Clément Turpin | Stade Pierre-Mauroy, Villeneuve-d'Ascq Spectateurs : 47 526 Diffuseur : Prime Video Arbitrage : Clément Turpin |
| Dimanche 21 août 2022 20:45 | André 39e · David 83e | Rapport | 34e Ramos                                                                                                   | Stade Pierre-Mauroy, Villeneuve-d'Ascq Spectateurs : 47 526 Diffuseur : Prime Video Arbitrage : Clément Turpin | Stade Pierre-Mauroy, Villeneuve-d'Ascq Spectateurs : 47 526 Diffuseur : Prime Video Arbitrage : Clément Turpin |

| Journée 4                   | AC Ajaccio                              | 1 - 3   | LOSC                                          | | |
| Vendredi 26 août 2022 21:00 | Bayala 84e                              | (0 - 2) | 17e Yazıcı · 43e Bamba ( Ismaily) · 67e Djaló | Stade François-Coty, Ajaccio Spectateurs : 9 070 Diffuseur : Prime Video Arbitrage : Thomas Léonard | Stade François-Coty, Ajaccio Spectateurs : 9 070 Diffuseur : Prime Video Arbitrage : Thomas Léonard |
| Vendredi 26 août 2022 21:00 | Mangani 71e · Gonzalez 73e · Bayala 86e | Rapport | 51e Diakité · 57e Zhegrova                    | Stade François-Coty, Ajaccio Spectateurs : 9 070 Diffuseur : Prime Video Arbitrage : Thomas Léonard | Stade François-Coty, Ajaccio Spectateurs : 9 070 Diffuseur : Prime Video Arbitrage : Thomas Léonard |

| Journée 5                   | LOSC                | 1 - 2   | OGC Nice                                         | | |
| Mercredi 28 août 2022 21:00 | ( Yazıcı) Bamba 19e | (1 - 2) | 22e (pen.) Delort · 29e (pen.) Pépé              | Stade Pierre-Mauroy, Villeneuve-d'Ascq Spectateurs : 30 254 Diffuseur : Canal+ Sport 360 Arbitrage : Jérémy Stinat | Stade Pierre-Mauroy, Villeneuve-d'Ascq Spectateurs : 30 254 Diffuseur : Canal+ Sport 360 Arbitrage : Jérémy Stinat |
| Mercredi 28 août 2022 21:00 | Bamba 85e           | Rapport | 26e Rosario · 73e Bard · 81e Atal · 90+1e Thuram | Stade Pierre-Mauroy, Villeneuve-d'Ascq Spectateurs : 30 254 Diffuseur : Canal+ Sport 360 Arbitrage : Jérémy Stinat | Stade Pierre-Mauroy, Villeneuve-d'Ascq Spectateurs : 30 254 Diffuseur : Canal+ Sport 360 Arbitrage : Jérémy Stinat |

| Journée 6                       | Montpellier HSC   | 1 - 3   | LOSC                                                           | | |
| Dimanche 4 septembre 2022 13:00 | ( Ferri) Wahi 20e | (1 - 1) | 41e 90+5e David ( Cabella, Bamba) · 57e Angel Gomes ( Cabella) | Stade de la Mosson, Montpellier Spectateurs : 12 215 Diffuseur : Prime Video Arbitrage : Jérôme Brisard | Stade de la Mosson, Montpellier Spectateurs : 12 215 Diffuseur : Prime Video Arbitrage : Jérôme Brisard |
| Dimanche 4 septembre 2022 13:00 | Germain 45+3e     | Rapport | 16e Djaló · 80e Ounas · 86e André Gomes · 90+4e David          | Stade de la Mosson, Montpellier Spectateurs : 12 215 Diffuseur : Prime Video Arbitrage : Jérôme Brisard | Stade de la Mosson, Montpellier Spectateurs : 12 215 Diffuseur : Prime Video Arbitrage : Jérôme Brisard |

| Journée 7                      | Olympique de Marseille                                        | 2 - 1   | LOSC        | | |
| Samedi 10 septembre 2022 21:00 | ( Ünder) Sánchez 26e · ( Kolašinac) Gigot 61e                 | (1 - 1) | 12e Ismaily | Orange Vélodrome, Marseille Spectateurs : 62 985 Diffuseur : Canal+ Sport 360 Arbitrage : Benoît Millot | Orange Vélodrome, Marseille Spectateurs : 62 985 Diffuseur : Canal+ Sport 360 Arbitrage : Benoît Millot |
| Samedi 10 septembre 2022 21:00 | Balerdi 14e · Gueye 50e · Gigot 57e · Touré 68e · Tavares 72e | Rapport | 78e Djaló   | Orange Vélodrome, Marseille Spectateurs : 62 985 Diffuseur : Canal+ Sport 360 Arbitrage : Benoît Millot | Orange Vélodrome, Marseille Spectateurs : 62 985 Diffuseur : Canal+ Sport 360 Arbitrage : Benoît Millot |

| Journée 8                      | LOSC                                         | 2 - 1   | Toulouse FC            | | |
| Samedi 17 septembre 2022 21:00 | ( Angel Gomes) David 5e · ( André) Ounas 53e | (1 - 0) | 48e Chaïbi ( Dallinga) | Stade Pierre-Mauroy, Villeneuve-d'Ascq Spectateurs : 33 635 Diffuseur : Canal+ Sport 360 Arbitrage : Pierre Gaillouste | Stade Pierre-Mauroy, Villeneuve-d'Ascq Spectateurs : 33 635 Diffuseur : Canal+ Sport 360 Arbitrage : Pierre Gaillouste |
| Samedi 17 septembre 2022 21:00 | Fonte 44e · Diakité 74e                      | Rapport |                        | Stade Pierre-Mauroy, Villeneuve-d'Ascq Spectateurs : 33 635 Diffuseur : Canal+ Sport 360 Arbitrage : Pierre Gaillouste | Stade Pierre-Mauroy, Villeneuve-d'Ascq Spectateurs : 33 635 Diffuseur : Canal+ Sport 360 Arbitrage : Pierre Gaillouste |

| Journée 9                     | FC Lorient                               | 2 - 1   | LOSC                                       | | |
| Dimanche 2 octobre 2022 13:00 | Diakité 9e (csc) · ( Kalulu) Le Bris 87e | (1 - 0) | 78e David ( Bamba)                         | Stade du Moustoir, Lorient Spectateurs : 14 916 Diffuseur : Prime Video Arbitrage : Hakim Ben El Hadj | Stade du Moustoir, Lorient Spectateurs : 14 916 Diffuseur : Prime Video Arbitrage : Hakim Ben El Hadj |
| Dimanche 2 octobre 2022 13:00 | Ouattara 34e, 62e · Abgergel 42e         | Rapport | 25e Angel Gomes · 45e Martin · 49e Diakité | Stade du Moustoir, Lorient Spectateurs : 14 916 Diffuseur : Prime Video Arbitrage : Hakim Ben El Hadj | Stade du Moustoir, Lorient Spectateurs : 14 916 Diffuseur : Prime Video Arbitrage : Hakim Ben El Hadj |

| Journée 10                    | LOSC                                    | 1 - 0   | RC Lens                                                              | | |
| Dimanche 9 octobre 2022 20:45 | David 44e (pen.)                        | (1 - 0) |                                                                      | Stade Pierre-Mauroy, Villeneuve-d'Ascq Spectateurs : 48 527 Diffuseur : Prime Video Arbitrage : François Letexier | Stade Pierre-Mauroy, Villeneuve-d'Ascq Spectateurs : 48 527 Diffuseur : Prime Video Arbitrage : François Letexier |
| Dimanche 9 octobre 2022 20:45 | Fonte 14e · André Gomes 37e · André 39e | Rapport | 4e Cabot · 36e Medina · 43e Haïdara · 53e Machado · 90+2e Frankowski | Stade Pierre-Mauroy, Villeneuve-d'Ascq Spectateurs : 48 527 Diffuseur : Prime Video Arbitrage : François Letexier | Stade Pierre-Mauroy, Villeneuve-d'Ascq Spectateurs : 48 527 Diffuseur : Prime Video Arbitrage : François Letexier |

| Journée 11                     | RC Strasbourg                            | 0 - 3   | LOSC                                               | | |
| Vendredi 14 octobre 2022 21:00 |                                          | (0 - 1) | 41e (pen.) 76e David ( Weah) · 80e Cabella ( Weah) | Stade de la Meinau, Strasbourg Spectateurs : 25 313 Diffuseur : Prime Vidéo Arbitrage : Jérémie Pignard | Stade de la Meinau, Strasbourg Spectateurs : 25 313 Diffuseur : Prime Vidéo Arbitrage : Jérémie Pignard |
| Vendredi 14 octobre 2022 21:00 | Le Marchand 19e · Prcić 22e · Nyamsi 81e | Rapport | 17e André                                          | Stade de la Meinau, Strasbourg Spectateurs : 25 313 Diffuseur : Prime Vidéo Arbitrage : Jérémie Pignard | Stade de la Meinau, Strasbourg Spectateurs : 25 313 Diffuseur : Prime Vidéo Arbitrage : Jérémie Pignard |

| Journée 12                     | LOSC                                                                         | 4 - 3   | AS Monaco FC                                                  | | |
| Dimanche 23 octobre 2022 20:45 | ( Ounas) Alexandro 22e · ( David) Cabella 39e 62e · ( Angel Gomes) Bamba 71e | (2 - 2) | 34e Caio Henrique · 44e Disasi ( Ben Yedder) · 53e Ben Yedder | Stade Pierre-Mauroy, Villeneuve-d'Ascq Spectateurs : 35 362 Diffuseur : Prime Video Arbitrage : Willy Delajod | Stade Pierre-Mauroy, Villeneuve-d'Ascq Spectateurs : 35 362 Diffuseur : Prime Video Arbitrage : Willy Delajod |
| Dimanche 23 octobre 2022 20:45 | Bamba 50e                                                                    | Rapport | 21e Matazo · 58e Badiashile                                   | Stade Pierre-Mauroy, Villeneuve-d'Ascq Spectateurs : 35 362 Diffuseur : Prime Video Arbitrage : Willy Delajod | Stade Pierre-Mauroy, Villeneuve-d'Ascq Spectateurs : 35 362 Diffuseur : Prime Video Arbitrage : Willy Delajod |

| Journée 13                     | Olympique lyonnais                       | 1 - 0   | LOSC      | | |
| Dimanche 30 octobre 2022 20:45 | ( Tagliafico) Lacazette 74e              | (0 - 0) |           | Groupama Stadium, Décines-Charpieu Spectateurs : 55 790 Diffuseur : Prime Video Arbitrage : Jérôme Brisard | Groupama Stadium, Décines-Charpieu Spectateurs : 55 790 Diffuseur : Prime Video Arbitrage : Jérôme Brisard |
| Dimanche 30 octobre 2022 20:45 | Da Silva 41e · Lepenant 51e · Lukeba 67e | Rapport | 48e David | Groupama Stadium, Décines-Charpieu Spectateurs : 55 790 Diffuseur : Prime Video Arbitrage : Jérôme Brisard | Groupama Stadium, Décines-Charpieu Spectateurs : 55 790 Diffuseur : Prime Video Arbitrage : Jérôme Brisard |

| Journée 14                     | LOSC                                               | 1 - 1   | Stade rennais FC      | | |
| Dimanche 6 novembre 2022 17:05 | Fonte 16e                                          | (1 - 0) | 58e (pen.) Bourigeaud | Stade Pierre-Mauroy, Villeneuve-d'Ascq Spectateurs : 35 539 Diffuseur : Canal+ Foot Arbitrage : Johan Hamel | Stade Pierre-Mauroy, Villeneuve-d'Ascq Spectateurs : 35 539 Diffuseur : Canal+ Foot Arbitrage : Johan Hamel |
| Dimanche 6 novembre 2022 17:05 | Djaló 54e · Bamba 57e · Diakité 74e · Baleba 90+3e | Rapport | 36e Wooh · 90e Meling | Stade Pierre-Mauroy, Villeneuve-d'Ascq Spectateurs : 35 539 Diffuseur : Canal+ Foot Arbitrage : Johan Hamel | Stade Pierre-Mauroy, Villeneuve-d'Ascq Spectateurs : 35 539 Diffuseur : Canal+ Foot Arbitrage : Johan Hamel |

| Journée 15                      | LOSC                                              | 1 - 0   | Angers SCO  | | |
| Dimanche 13 novembre 2022 15:00 | ( Cabella) Djaló 36e                              | (1 - 0) |             | Stade Pierre-Mauroy, Villeneuve-d'Ascq Spectateurs : 36 360 Diffuseur : Prime Video (multiplex) Arbitrage : Miguel Nogueira | Stade Pierre-Mauroy, Villeneuve-d'Ascq Spectateurs : 36 360 Diffuseur : Prime Video (multiplex) Arbitrage : Miguel Nogueira |
| Dimanche 13 novembre 2022 15:00 | Gomes 62e · Fonte 65e · Baleba 74e · Martin 90+5e | Rapport | 45e Capelle | Stade Pierre-Mauroy, Villeneuve-d'Ascq Spectateurs : 36 360 Diffuseur : Prime Video (multiplex) Arbitrage : Miguel Nogueira | Stade Pierre-Mauroy, Villeneuve-d'Ascq Spectateurs : 36 360 Diffuseur : Prime Video (multiplex) Arbitrage : Miguel Nogueira |

Trêve internationale - Coupe du monde 2022
| Journée 16                      | Clermont Foot 63                               | 0 - 2   | LOSC                                         | | |
| Mercredi 28 décembre 2022 19:00 |                                                | (0 - 0) | 68e (pen.) Angel Gomes · 90+4e Bayo ( David) | Stade Gabriel-Montpied, Clermont-Ferrand Spectateurs : 13 122 Diffuseur : Prime Video Arbitrage : François Letexier | Stade Gabriel-Montpied, Clermont-Ferrand Spectateurs : 13 122 Diffuseur : Prime Video Arbitrage : François Letexier |
| Mercredi 28 décembre 2022 19:00 | Gastien 5e · Seidu 33e · Caufriez 45+2e, 90+1e | Rapport | 31e André · 72e Cabella                      | Stade Gabriel-Montpied, Clermont-Ferrand Spectateurs : 13 122 Diffuseur : Prime Video Arbitrage : François Letexier | Stade Gabriel-Montpied, Clermont-Ferrand Spectateurs : 13 122 Diffuseur : Prime Video Arbitrage : François Letexier |

| Journée 17                 | LOSC           | 1 - 1   | Stade de Reims         | | |
| Lundi 2 janvier 2023 17:00 | David 32e      | (1 - 0) | 79e Cajuste ( De Smet) | Stade Pierre-Mauroy, Villeneuve-d'Ascq Spectateurs : 31 086 Diffuseur : Prime Video Arbitrage : Eric Wattellier | Stade Pierre-Mauroy, Villeneuve-d'Ascq Spectateurs : 31 086 Diffuseur : Prime Video Arbitrage : Eric Wattellier |
| Lundi 2 janvier 2023 17:00 | Alexsandro 85e | Rapport | 29e Abdelhamid         | Stade Pierre-Mauroy, Villeneuve-d'Ascq Spectateurs : 31 086 Diffuseur : Prime Video Arbitrage : Eric Wattellier | Stade Pierre-Mauroy, Villeneuve-d'Ascq Spectateurs : 31 086 Diffuseur : Prime Video Arbitrage : Eric Wattellier |

| Journée 18                     | Stade brestois 29 | 0 - 0   | LOSC          | | |
| Mercredi 11 janvier 2023 19:00 |                   | (0 - 0) |               | Stade Francis-Le Blé, Brest Spectateurs : 11 452 Diffuseur : Prime Video (multiplex) Arbitrage : Mathieu Vernice | Stade Francis-Le Blé, Brest Spectateurs : 11 452 Diffuseur : Prime Video (multiplex) Arbitrage : Mathieu Vernice |
| Mercredi 11 janvier 2023 19:00 |                   | Rapport | 90+6e Cabella | Stade Francis-Le Blé, Brest Spectateurs : 11 452 Diffuseur : Prime Video (multiplex) Arbitrage : Mathieu Vernice | Stade Francis-Le Blé, Brest Spectateurs : 11 452 Diffuseur : Prime Video (multiplex) Arbitrage : Mathieu Vernice |

| Journée 19                     | LOSC                                                                     | 5 - 1   | ESTAC Troyes       | | |
| Dimanche 15 janvier 2023 13:00 | ( Angel Gomes) Bayo 16e 47e · ( Cabella) David 45+2e 88e · Virginius 75e | (2 - 0) | 65e Baldé ( Conté) | Stade Pierre-Mauroy, Villeneuve-d'Ascq Spectateurs : 31 254 Diffuseur : Prime Video Arbitrage : Pierre Gaillouste | Stade Pierre-Mauroy, Villeneuve-d'Ascq Spectateurs : 31 254 Diffuseur : Prime Video Arbitrage : Pierre Gaillouste |
| Dimanche 15 janvier 2023 13:00 | Baleba 23e                                                               | Rapport |                    | Stade Pierre-Mauroy, Villeneuve-d'Ascq Spectateurs : 31 254 Diffuseur : Prime Video Arbitrage : Pierre Gaillouste | Stade Pierre-Mauroy, Villeneuve-d'Ascq Spectateurs : 31 254 Diffuseur : Prime Video Arbitrage : Pierre Gaillouste |

#### Retour
| Journée 20                     | OGC Nice                              | 1 - 0   | LOSC                          |                                                                                                |                                                                                                |
| Dimanche 29 janvier 2023 13:00 | ( Bouanani) Laborde 34e               | (1 - 0) |                               | Allianz Riviera, Nice Spectateurs : 22 126 Diffuseur : Prime Video Arbitrage : Eric Wattellier | Allianz Riviera, Nice Spectateurs : 22 126 Diffuseur : Prime Video Arbitrage : Eric Wattellier |
| Dimanche 29 janvier 2023 13:00 | Dante 16e · Boudaoui 68e · Thuram 72e | Rapport | 85e Angel Gomes · 90+4e Djaló | Allianz Riviera, Nice Spectateurs : 22 126 Diffuseur : Prime Video Arbitrage : Eric Wattellier | Allianz Riviera, Nice Spectateurs : 22 126 Diffuseur : Prime Video Arbitrage : Eric Wattellier |

| Journée 21                      | LOSC | 0 - 0   | Clermont Foot 63 | | |
| Mercredi 1er février 2023 19:00 |      | (0 - 0) |                  | Stade Pierre-Mauroy, Villeneuve-d'Ascq Spectateurs : 32 498 Diffuseur : Prime Video (multiplex) Arbitrage : Jérémy Stinat | Stade Pierre-Mauroy, Villeneuve-d'Ascq Spectateurs : 32 498 Diffuseur : Prime Video (multiplex) Arbitrage : Jérémy Stinat |
| Mercredi 1er février 2023 19:00 |      | Rapport | 55e Khaoui       | Stade Pierre-Mauroy, Villeneuve-d'Ascq Spectateurs : 32 498 Diffuseur : Prime Video (multiplex) Arbitrage : Jérémy Stinat | Stade Pierre-Mauroy, Villeneuve-d'Ascq Spectateurs : 32 498 Diffuseur : Prime Video (multiplex) Arbitrage : Jérémy Stinat |

| Journée 22                  | Stade rennais FC | 1 - 3   | LOSC                                                                                  |                                                                                                  |                                                                                                  |
| Samedi 4 février 2023 21:00 | Gouiri 1re       | (1 - 0) | 59e Zhegrova ( Angel Gomes) · 85e Cabella ( Zhegrova) · 90+4e André Gomes ( Zhegrova) | Roazhon Park, Rennes Spectateurs : 28 082 Diffuseur : Canal+ Sport 360 Arbitrage : Florent Batta | Roazhon Park, Rennes Spectateurs : 28 082 Diffuseur : Canal+ Sport 360 Arbitrage : Florent Batta |
| Samedi 4 février 2023 21:00 | Ugochukwu 64e    | Rapport | 20e André Gomes · 81e Weah                                                            | Roazhon Park, Rennes Spectateurs : 28 082 Diffuseur : Canal+ Sport 360 Arbitrage : Florent Batta | Roazhon Park, Rennes Spectateurs : 28 082 Diffuseur : Canal+ Sport 360 Arbitrage : Florent Batta |

| Journée 23                     | LOSC                 | 2 - 0   | RC Strasbourg         | | |
| Dimanche 12 février 2023 15:00 | David 23e (pen.) 28e | (2 - 0) |                       | Stade Pierre-Mauroy, Villeneuve-d'Ascq Spectateurs : 30 812 Diffuseur : Prime Video (multiplex) Arbitrage : Hakim Ben Hadj | Stade Pierre-Mauroy, Villeneuve-d'Ascq Spectateurs : 30 812 Diffuseur : Prime Video (multiplex) Arbitrage : Hakim Ben Hadj |
| Dimanche 12 février 2023 15:00 | Virginius 80e        | Rapport | 36e Prcić · 88e Dagba | Stade Pierre-Mauroy, Villeneuve-d'Ascq Spectateurs : 30 812 Diffuseur : Prime Video (multiplex) Arbitrage : Hakim Ben Hadj | Stade Pierre-Mauroy, Villeneuve-d'Ascq Spectateurs : 30 812 Diffuseur : Prime Video (multiplex) Arbitrage : Hakim Ben Hadj |

| Journée 24                     | Paris Saint-Germain                                                    | 4 - 3   | LOSC                                                                     | | |
| Dimanche 19 février 2023 13:00 | ( Neymar, Bernat) Mbappé 11e 87e · ( Vitinha) Neymar 17e · Messi 90+5e | (2 - 1) | 24e Diakité ( André Gomes) · 58e (pen.) David · 69e Bamba ( André Gomes) | Parc des Princes, Paris Spectateurs : 46 000 Diffuseur : Canal+ Foot et Prime Video Arbitrage : Willy Delajod | Parc des Princes, Paris Spectateurs : 46 000 Diffuseur : Canal+ Foot et Prime Video Arbitrage : Willy Delajod |
| Dimanche 19 février 2023 13:00 | Verratti 56e · Mbappé 77e                                              | Rapport | 45e Diakité · 64e Bamba · 89e David · 90+3e André                        | Parc des Princes, Paris Spectateurs : 46 000 Diffuseur : Canal+ Foot et Prime Video Arbitrage : Willy Delajod | Parc des Princes, Paris Spectateurs : 46 000 Diffuseur : Canal+ Foot et Prime Video Arbitrage : Willy Delajod |

| Journée 25                     | LOSC                                                   | 2 - 1   | Stade brestois 29                    | | |
| Vendredi 24 février 2023 21:00 | ( Zhegrova) Diakité 60e · ( Angel Gomes) Alexandro 80e | (0 - 1) | 8e (csc) Djaló                       | Stade Pierre-Mauroy, Villeneuve-d'Ascq Spectateurs : 30 257 Diffuseur : Prime Video Arbitrage : Pierre Gaillouste | Stade Pierre-Mauroy, Villeneuve-d'Ascq Spectateurs : 30 257 Diffuseur : Prime Video Arbitrage : Pierre Gaillouste |
| Vendredi 24 février 2023 21:00 | Djaló 61e · Cabella 90+4e                              | Rapport | 62e Brassier · 90+4e Fadiga · Camara | Stade Pierre-Mauroy, Villeneuve-d'Ascq Spectateurs : 30 257 Diffuseur : Prime Video Arbitrage : Pierre Gaillouste | Stade Pierre-Mauroy, Villeneuve-d'Ascq Spectateurs : 30 257 Diffuseur : Prime Video Arbitrage : Pierre Gaillouste |

| Journée 26               | RC Lens                   | 1 - 1   | LOSC                                                     | | |
| Samedi 4 mars 2023 17:00 | Fonte 41e (csc)           | (1 - 0) | 69e David ( Bamba)                                       | Stade Bollaert-Delelis, Lens Spectateurs : 37 974 Diffuseur : Prime Video Arbitrage : François Letexier | Stade Bollaert-Delelis, Lens Spectateurs : 37 974 Diffuseur : Prime Video Arbitrage : François Letexier |
| Samedi 4 mars 2023 17:00 | Fofana 23e · Gradit 90+1e | Rapport | 2e André Gomes · 27e Fonte · 44e André · 90+1e Alexandro | Stade Bollaert-Delelis, Lens Spectateurs : 37 974 Diffuseur : Prime Video Arbitrage : François Letexier | Stade Bollaert-Delelis, Lens Spectateurs : 37 974 Diffuseur : Prime Video Arbitrage : François Letexier |

| Journée 27                  | LOSC                                                                          | 3 - 3   | Olympique lyonnais                                     | | |
| Vendredi 10 mars 2023 21:00 | ( Bamba) David 46e 61e (pen.) 79e (pen.)                                      | (0 - 0) | 64e Barcola · 83e 89e Lacazette ( Kumbedi, Barcola)    | Stade Pierre-Mauroy, Villeneuve-d'Ascq Spectateurs : 40 314 Diffuseur : Prime Video Arbitrage : Benoît Bastien | Stade Pierre-Mauroy, Villeneuve-d'Ascq Spectateurs : 40 314 Diffuseur : Prime Video Arbitrage : Benoît Bastien |
| Vendredi 10 mars 2023 21:00 | Gudmundsson 38e · André 73e · Chevalier 75e · Bamba 90+8e · André Gomes 90+9e | Rapport | 24e Lepenant · 60e Cherki · 85e Kumbedi · 90+5e Lovren | Stade Pierre-Mauroy, Villeneuve-d'Ascq Spectateurs : 40 314 Diffuseur : Prime Video Arbitrage : Benoît Bastien | Stade Pierre-Mauroy, Villeneuve-d'Ascq Spectateurs : 40 314 Diffuseur : Prime Video Arbitrage : Benoît Bastien |

| Journée 28                | Toulouse FC                   | 0 - 2   | LOSC                                     | | |
| Samedi 18 mars 2023 17:00 | 23006                         | (0 - 0) | 85e Alexsandro ( Zhegrova) · 90+11e Bayo | Stadium de Toulouse, Toulouse Spectateurs : 23 006 Diffuseur : Prime Video Arbitrage : Hakim Ben El Hadj | Stadium de Toulouse, Toulouse Spectateurs : 23 006 Diffuseur : Prime Video Arbitrage : Hakim Ben El Hadj |
| Samedi 18 mars 2023 17:00 | Nicolaisen 85e · Sierro 90+1e | Rapport |                                          | Stadium de Toulouse, Toulouse Spectateurs : 23 006 Diffuseur : Prime Video Arbitrage : Hakim Ben El Hadj | Stadium de Toulouse, Toulouse Spectateurs : 23 006 Diffuseur : Prime Video Arbitrage : Hakim Ben El Hadj |

| Journée 29                  | LOSC                                                                 | 3 - 1   | FC Lorient                     | | |
| Dimanche 2 avril 2023 13:00 | ( Angel Gomes) Cabella 13e · ( Angel Gomes, Bayo) Zhegrova 89e 90+1e | (1 - 0) | 77e Koné                       | Stade Pierre-Mauroy, Villeneuve-d'Ascq Spectateurs : 32 862 Diffuseur : Prime Video Arbitrage : Jérémie Pignard | Stade Pierre-Mauroy, Villeneuve-d'Ascq Spectateurs : 32 862 Diffuseur : Prime Video Arbitrage : Jérémie Pignard |
| Dimanche 2 avril 2023 13:00 | Angel Gomes 46e · Weah 51e · André 85e                               | Rapport | 45+1e, 79e Abergel · 54e Meïté | Stade Pierre-Mauroy, Villeneuve-d'Ascq Spectateurs : 32 862 Diffuseur : Prime Video Arbitrage : Jérémie Pignard | Stade Pierre-Mauroy, Villeneuve-d'Ascq Spectateurs : 32 862 Diffuseur : Prime Video Arbitrage : Jérémie Pignard |

| Journée 30                | Angers SCO                    | 1 - 0   | LOSC                                          | | |
| Samedi 8 avril 2023 17:00 | Šabanović 84e                 | (0 - 0) | 7469                                          | Stade Raymond-Kopa, Angers Spectateurs : 7 669 Diffuseur : Prime Video Arbitrage : Mathieu Vernice | Stade Raymond-Kopa, Angers Spectateurs : 7 669 Diffuseur : Prime Video Arbitrage : Mathieu Vernice |
| Samedi 8 avril 2023 17:00 | Hountondji 30e · Bentaleb 43e | Rapport | 22e André · 88e André Gomes · 90e Gudmundsson | Stade Raymond-Kopa, Angers Spectateurs : 7 669 Diffuseur : Prime Video Arbitrage : Mathieu Vernice | Stade Raymond-Kopa, Angers Spectateurs : 7 669 Diffuseur : Prime Video Arbitrage : Mathieu Vernice |

| Journée 31                   | LOSC                               | 2 - 1   | Montpellier HSC                        | | |
| Dimanche 16 avril 2023 13:00 | ( Cabella) David 70e · Cabella 72e | (0 - 1) | 24e Sylla ( Wahi)                      | Stade Pierre-Mauroy, Villeneuve-d'Ascq Spectateurs : 34 200 Diffuseur : Prime Video Arbitrage : Jérôme Brisard | Stade Pierre-Mauroy, Villeneuve-d'Ascq Spectateurs : 34 200 Diffuseur : Prime Video Arbitrage : Jérôme Brisard |
| Dimanche 16 avril 2023 13:00 | Alexsandro 35e                     | Rapport | 43e Wahi · 51e Jullien · 90+3e Kouyaté | Stade Pierre-Mauroy, Villeneuve-d'Ascq Spectateurs : 34 200 Diffuseur : Prime Video Arbitrage : Jérôme Brisard | Stade Pierre-Mauroy, Villeneuve-d'Ascq Spectateurs : 34 200 Diffuseur : Prime Video Arbitrage : Jérôme Brisard |

| Journée 32                 | AJ Auxerre       | 1 - 1   | LOSC             | | |
| Samedi 22 avril 2023 17:00 | Niang 62e (pen.) | (0 - 1) | 36e (pen.) David | Stade de l'Abbé-Deschamps, Auxerre Spectateurs : 16 779 Diffuseur : Prime Video Arbitrage : Stéphanie Frappart | Stade de l'Abbé-Deschamps, Auxerre Spectateurs : 16 779 Diffuseur : Prime Video Arbitrage : Stéphanie Frappart |
| Samedi 22 avril 2023 17:00 |                  | Rapport | 27e Fonte        | Stade de l'Abbé-Deschamps, Auxerre Spectateurs : 16 779 Diffuseur : Prime Video Arbitrage : Stéphanie Frappart | Stade de l'Abbé-Deschamps, Auxerre Spectateurs : 16 779 Diffuseur : Prime Video Arbitrage : Stéphanie Frappart |

| Journée 33                 | LOSC                                                  | 3 - 0   | AC Ajaccio                  | | |
| Samedi 29 avril 2023 17:00 | ( Cabella) André Gomes 22e 33e · ( Bamba) Cabella 37e | (3 - 0) |                             | Stade Pierre-Mauroy, Villeneuve-d'Ascq Spectateurs : 35 490 Diffuseur : Prime Video Arbitrage : François Letexier | Stade Pierre-Mauroy, Villeneuve-d'Ascq Spectateurs : 35 490 Diffuseur : Prime Video Arbitrage : François Letexier |
| Samedi 29 avril 2023 17:00 | David 29e                                             | Rapport | 28e Soumano · 71e Spadanuda | Stade Pierre-Mauroy, Villeneuve-d'Ascq Spectateurs : 35 490 Diffuseur : Prime Video Arbitrage : François Letexier | Stade Pierre-Mauroy, Villeneuve-d'Ascq Spectateurs : 35 490 Diffuseur : Prime Video Arbitrage : François Letexier |

| Journée 34              | Stade de Reims              | 1 - 0   | LOSC                                         | | |
| Samedi 6 mai 2023 19:00 | Munetsi 21e                 | (1 - 0) |                                              | Stade Auguste-Delaune, Reims Spectateurs : 17 911 Diffuseur : Prime Video Arbitrage : Thomas Léonard | Stade Auguste-Delaune, Reims Spectateurs : 17 911 Diffuseur : Prime Video Arbitrage : Thomas Léonard |
| Samedi 6 mai 2023 19:00 | Abdelhamid 71e · Busi 90+4e | Rapport | 37e Fonte · 60e Angel Gomes · 83e Alexsandro | Stade Auguste-Delaune, Reims Spectateurs : 17 911 Diffuseur : Prime Video Arbitrage : Thomas Léonard | Stade Auguste-Delaune, Reims Spectateurs : 17 911 Diffuseur : Prime Video Arbitrage : Thomas Léonard |

| Journée 35                 | AS Monaco FC | 0 - 0   | LOSC                      |                                                                                               |                                                                                               |
| Dimanche 14 mai 2023 17:05 |              | (0 - 0) |                           | Stade Louis-II, Monaco Spectateurs : 6 805 Diffuseur : Canal+ Foot Arbitrage : Benoît Bastien | Stade Louis-II, Monaco Spectateurs : 6 805 Diffuseur : Canal+ Foot Arbitrage : Benoît Bastien |
| Dimanche 14 mai 2023 17:05 |              | Rapport | 71e Gomes · 90+3e Diakité | Stade Louis-II, Monaco Spectateurs : 6 805 Diffuseur : Canal+ Foot Arbitrage : Benoît Bastien | Stade Louis-II, Monaco Spectateurs : 6 805 Diffuseur : Canal+ Foot Arbitrage : Benoît Bastien |

| Journée 36               | LOSC                                    | 2 - 1   | Olympique de Marseille    | | |
| Samedi 20 mai 2023 21:00 | David 50e (pen.) · ( Cabella) Bamba 72e | (0 - 1) | 29e Clauss ( Malinovskyi) | Stade Pierre-Mauroy, Villeneuve-d'Ascq Spectateurs : 47 399 Diffuseur : Canal+ Sport 360 Arbitrage : Jérôme Brisard | Stade Pierre-Mauroy, Villeneuve-d'Ascq Spectateurs : 47 399 Diffuseur : Canal+ Sport 360 Arbitrage : Jérôme Brisard |
| Samedi 20 mai 2023 21:00 | André 57e · Bamba 73e · Bayo 85e        | Rapport | 37e Balerdi · 55e Rongier | Stade Pierre-Mauroy, Villeneuve-d'Ascq Spectateurs : 47 399 Diffuseur : Canal+ Sport 360 Arbitrage : Jérôme Brisard | Stade Pierre-Mauroy, Villeneuve-d'Ascq Spectateurs : 47 399 Diffuseur : Canal+ Sport 360 Arbitrage : Jérôme Brisard |

| Journée 37               | LOSC                        | 2 - 1   | FC Nantes                                                  | | |
| Samedi 27 mai 2023 21:00 | David 51e (pen.) 88e (pen.) | (0 - 1) | 17e Merlin                                                 | Stade Pierre-Mauroy, Villeneuve-d'Ascq Spectateurs : 41 163 Diffuseur : Prime Video Arbitrage : Eric Wattellier | Stade Pierre-Mauroy, Villeneuve-d'Ascq Spectateurs : 41 163 Diffuseur : Prime Video Arbitrage : Eric Wattellier |
| Samedi 27 mai 2023 21:00 | Baleba 44e · David 89e      | Rapport | 36e Castelletto · 79e João Victor · 86e Mohamed · 87e Blas | Stade Pierre-Mauroy, Villeneuve-d'Ascq Spectateurs : 41 163 Diffuseur : Prime Video Arbitrage : Eric Wattellier | Stade Pierre-Mauroy, Villeneuve-d'Ascq Spectateurs : 41 163 Diffuseur : Prime Video Arbitrage : Eric Wattellier |

| Journée 38               | ESTAC Troyes       | 1 - 1   | LOSC                                                      |                                                                                                |                                                                                                |
| Samedi 3 juin 2023 21:00 | ( Baldé) Lopes 72e | (0 - 0) | 52e Diakité ( Bamba)                                      | Stade de l'Aube, Troyes Spectateurs : 11 204 Diffuseur : Prime Video Arbitrage : Jérémy Stinat | Stade de l'Aube, Troyes Spectateurs : 11 204 Diffuseur : Prime Video Arbitrage : Jérémy Stinat |
| Samedi 3 juin 2023 21:00 |                    | Rapport | 15e André · 26e Gudmundsson · 32e Angel Gomes · 55e Ounas | Stade de l'Aube, Troyes Spectateurs : 11 204 Diffuseur : Prime Video Arbitrage : Jérémy Stinat | Stade de l'Aube, Troyes Spectateurs : 11 204 Diffuseur : Prime Video Arbitrage : Jérémy Stinat |

#### Classement
| Rang | Équipe                 | Pts | J  | G  | N  | P  | Bp | Bc | Diff | Qualification ou relégation                                                     |
| ---- | ---------------------- | --- | -- | -- | -- | -- | -- | -- | ---- | ------------------------------------------------------------------------------- |
| 3    | Olympique de Marseille | 73  | 38 | 22 | 7  | 9  | 67 | 40 | +27  | Qualification pour le troisième tour de qualification de la Ligue des champions |
| 4    | Stade rennais FC       | 68  | 38 | 21 | 5  | 12 | 69 | 39 | +30  | Qualification pour la phase de groupes de la Ligue Europa                       |
| 5    | LOSC Lille             | 67  | 38 | 19 | 10 | 9  | 65 | 44 | +21  | Qualification pour les barrages de la Ligue Europa Conférence                   |
| 6    | AS Monaco              | 65  | 38 | 19 | 8  | 11 | 70 | 58 | +12  |                                                                                 |
| 7    | Olympique lyonnais     | 62  | 38 | 18 | 8  | 12 | 65 | 47 | +18  |                                                                                 |

#### Évolution du classement et des résultats
| Journée  | 1 | 2 | 3  | 4 | 5 | 6 | 7 | 8 | 9 | 10 | 11 | 12 | 13 | 14 | 15 | 16 | 17 | 18 | 19 | 20 | 21 | 22 | 23 | 24 | 25 | 26 | 27 | 28 | 29 | 30 | 31 | 32 | 33 | 34 | 35 | 36 | 37 | 38 | Journées en tête | Journées sur le podium |
| -------- | - | - | -- | - | - | - | - | - | - | -- | -- | -- | -- | -- | -- | -- | -- | -- | -- | -- | -- | -- | -- | -- | -- | -- | -- | -- | -- | -- | -- | -- | -- | -- | -- | -- | -- | -- | ---------------- | ---------------------- |
| Rang     | 3 | 3 | 12 | 6 | 8 | 5 | 8 | 7 | 8 | 7  | 7  | 6  | 7  | 7  | 7  | 6  | 7  | 7  | 6  | 7  | 6  | 6  | 5  | 6  | 6  | 6  | 6  | 6  | 5  | 5  | 5  | 5  | 5  | 5  | 5  | 5  | 4  | 5  | 0                | 2                      |
| Résultat | G | N | D  | G | D | G | D | G | D | G  | G  | G  | D  | N  | G  | G  | N  | N  | G  | D  | N  | G  | G  | D  | G  | N  | N  | G  | G  | D  | G  | N  | G  | D  | N  | G  | G  | N  | —                | —                      |

### Coupe de France
La coupe de France 2022-2023 est la 106e édition de la coupe de France, une compétition à élimination directe mettant aux prises tous les clubs de football amateurs et professionnels à travers la France métropolitaine et les DOM-TOM. Elle est organisée par la FFF et ses ligues régionales.
Lors de cette édition 2023, le FC Nantes remet en jeu son titre de l'année dernière obtenu face à l'OGC Nice. Par ailleurs, le Paris Saint-Germain détient le record de victoires dans cette compétition, au nombre de quatorze.

## Joueurs

### Effectif professionnel
Le premier tableau liste l'effectif professionnel du LOSC pour la saison 2022-2023. Le second recense les prêts effectués par le club lors de cette même saison.
En grisé, les sélections de joueurs internationaux chez les jeunes mais n'ayant jamais été appelés aux échelons supérieur une fois l'âge limite dépassé.

## Statistiques

### Statistiques collectives
| Compétition     | Débute au tour | Termine      | Matches joués | Gagnés | Nuls | Perdus | Buts pour | Buts contre | Différence |
| --------------- | -------------- | ------------ | ------------- | ------ | ---- | ------ | --------- | ----------- | ---------- |
| Ligue 1         | -              | -            | 38            | 19     | 10   | 9      | 65        | 44          | +21        |
| Coupe de France | 32e de finale  | 8e de finale | 3             | 2      | 0    | 1      | 6         | 2           | +4         |
| Total           | -              | -            | 41            | 21     | 10   | 10     | 71        | 46          | +25        |

### Statistiques individuelles

#### Statistiques buteurs
| Place | Nom            | Ligue 1 | Coupe de France | TOTAL des buts |
| 1     | Jonathan David | 24      | 2               | 26 buts        |
| 2     | Rémy Cabella   | 7       |                 | 7 buts         |
| 3     | Jonathan Bamba | 6       |                 | 6 buts         |
| 4     | Mohamed Bayo   | 4       | 1               | 5 buts         |
| 5     | Edon Zhegrova  | 3       | 1               | 4 buts         |
| 6     | Alexsandro     | 3       |                 | 3 buts         |
| 6     | Bafodé Diakité | 3       |                 | 3 buts         |
| 6     | André Gomes    | 3       |                 | 3 buts         |
| 6     | Angel Gomes    | 2       | 1               | 3 buts         |
| 10    | Tiago Djaló    | 2       |                 | 2 buts         |
| 10    | Ismaily        | 2       |                 | 2 buts         |
| 12    | Benjamin André | 1       |                 | 1 but          |
| 12    | José Fonte     | 1       |                 | 1 but          |
| 12    | Adam Ounas     | 1       |                 | 1 but          |
| 12    | Alan Virginius | 1       |                 | 1 but          |
| 12    | Yusuf Yazıcı   | 1       |                 | 1 but          |
| 12    | Akim Zedadka   | 1       |                 | 1 but          |
| Total | 17 buteurs     | 65 buts | 5 buts          | 70 buts        |

#### Statistiques passeurs
| Place | Nom            | Ligue 1   | Coupe de France | TOTAL des passes |
| 1     | Rémy Cabella   | 10        | 1               | 11 passes        |
| 2     | Jonathan Bamba | 7         |                 | 7 passes         |
| 2     | Angel Gomes    | 7         |                 | 7 passes         |
| 4     | Jonathan David | 4         |                 | 4 passes         |
| 4     | Edon Zhegrova  | 4         |                 | 4 passes         |
| 6     | André Gomes    | 2         |                 | 2 passes         |
| 6     | Ismaily        | 2         |                 | 2 passes         |
| 6     | Timothy Weah   | 2         |                 | 2 passes         |
| 6     | Adam Ounas     | 1         | 1               | 2 passes         |
| 10    | Benjamin André | 1         |                 | 1 passe          |
| 10    | Yusuf Yazıcı   | 1         |                 | 1 passe          |
| Total | 11 passeurs    | 41 passes | 2 passes        | 43 passes        |

#### Statistiques détaillées
| Numéro | Nat. | Nom                 | Championnat | Championnat | Championnat    | Championnat | Championnat  | Coupe de France | Coupe de France | Coupe de France | Coupe de France | Coupe de France | Total | Total       | Total          | Total  | Total        |
| Numéro | Nat. | Nom                 | M.j.        | But inscrit | Passe décisive | Averti      | Carton rouge | M.j.            | But inscrit     | Passe décisive  | Averti          | Carton rouge    | M.j.  | But inscrit | Passe décisive | Averti | Carton rouge |
| ------ | ---- | ------------------- | ----------- | ----------- | -------------- | ----------- | ------------ | --------------- | --------------- | --------------- | --------------- | --------------- | ----- | ----------- | -------------- | ------ | ------------ |
| 1      |      | Léo Jardim          | 6           | 0           | 0              | 0           | 0            | 0               | 0               | 0               | 0               | 0               | 6     | 0           | 0              | 0      | 0            |
| 3      |      | Tiago Djaló         | 25          | 2           | 0              | 7           | 0            | 1               | 0               | 0               | 0               | 0               | 26    | 2           | 0              | 7      | 0            |
| 4      |      | Alexsandro          | 21          | 3           | 0              | 4           | 0            | 2               | 0               | 0               | 0               | 0               | 23    | 3           | 0              | 4      | 0            |
| 5      |      | Gabriel Gudmundsson | 18          | 0           | 0              | 3           | 0            | 0               | 0               | 0               | 0               | 0               | 18    | 0           | 0              | 3      | 0            |
| 6      |      | José Fonte          | 31          | 1           | 0              | 7           | 0            | 2               | 0               | 0               | 0               | 0               | 33    | 1           | 0              | 7      | 0            |
| 7      |      | Jonathan Bamba      | 34          | 6           | 7              | 6           | 0            | 1               | 0               | 0               | 0               | 0               | 35    | 6           | 7              | 6      | 0            |
| 8      |      | Jonas Martin        | 12          | 0           | 0              | 2           | 0            | 1               | 0               | 0               | 0               | 0               | 13    | 0           | 0              | 2      | 0            |
| 9      |      | Jonathan David      | 37          | 24          | 4              | 6           | 0            | 3               | 2               | 0               | 1               | 0               | 40    | 26          | 4              | 7      | 0            |
| 10     |      | Rémy Cabella        | 32          | 7           | 10             | 2           | 0            | 3               | 0               | 1               | 0               | 0               | 35    | 7           | 11             | 2      | 0            |
| 11     |      | Adam Ounas          | 21          | 1           | 1              | 2           | 0            | 1               | 0               | 1               | 0               | 0               | 22    | 1           | 2              | 2      | 0            |
| 13     |      | Akim Zedadka        | 8           | 1           | 0              | 1           | 0            | 0               | 0               | 0               | 0               | 0               | 8     | 1           | 0              | 1      | 0            |
| 15     |      | Leny Yoro           | 13          | 0           | 0              | 0           | 0            | 2               | 0               | 0               | 0               | 0               | 15    | 0           | 0              | 0      | 0            |
| 16     |      | Adam Jakubech       | 0           | 0           | 0              | 0           | 0            | 0               | 0               | 0               | 0               | 0               | 0     | 0           | 0              | 0      | 0            |
| 18     |      | Bafodé Diakité      | 33          | 3           | 0              | 6           | 0            | 3               | 0               | 0               | 0               | 0               | 36    | 3           | 0              | 6      | 0            |
| 19     |      | Isaac Lihadji       | 0           | 0           | 0              | 0           | 0            | 0               | 0               | 0               | 0               | 0               | 0     | 0           | 0              | 0      | 0            |
| 20     |      | Angel Gomes         | 36          | 2           | 7              | 8           | 0            | 3               | 1               | 0               | 0               | 0               | 39    | 3           | 7              | 8      | 0            |
| 21     |      | Benjamin André      | 34          | 1           | 1              | 12          | 0            | 3               | 0               | 0               | 1               | 0               | 37    | 1           | 1              | 13     | 0            |
| 22     |      | Timothy Weah        | 29          | 0           | 2              | 2           | 0            | 3               | 0               | 0               | 0               | 0               | 32    | 0           | 2              | 2      | 0            |
| 23     |      | Edon Zhegrova       | 22          | 3           | 4              | 1           | 0            | 3               | 1               | 0               | 1               | 0               | 25    | 4           | 4              | 2      | 0            |
| 25     |      | Benoît Costil       | 0           | 0           | 0              | 0           | 0            | 0               | 0               | 0               | 0               | 0               | 0     | 0           | 0              | 0      | 0            |
| 26     |      | Alan Virginius      | 15          | 1           | 0              | 1           | 0            | 3               | 0               | 0               | 0               | 0               | 18    | 1           | 0              | 1      | 0            |
| 27     |      | Mohamed Bayo        | 27          | 4           | 0              | 1           | 0            | 3               | 1               | 0               | 0               | 0               | 30    | 5           | 0              | 1      | 0            |
| 28     |      | André Gomes         | 26          | 3           | 2              | 6           | 0            | 1               | 0               | 0               | 0               | 0               | 27    | 3           | 2              | 6      | 0            |
| 30     |      | Lucas Chevalier     | 32          | 0           | 0              | 1           | 0            | 3               | 0               | 0               | 0               | 0               | 35    | 0           | 0              | 1      | 0            |
| 31     |      | Ismaily             | 23          | 2           | 2              | 0           | 0            | 2               | 0               | 0               | 0               | 0               | 25    | 2           | 2              | 0      | 0            |
| 35     |      | Carlos Baleba       | 19          | 0           | 0              | 3           | 1            | 2               | 0               | 0               | 0               | 0               | 21    | 0           | 0              | 3      | 1            |
|        |      | Yusuf Yazıcı        | 4           | 1           | 1              | 0           | 0            | 0               | 0               | 0               | 0               | 0               | 4     | 1           | 1              | 0      | 0            |
|        |      | Matteo Makhabe      | 0           | 0           | 0              | 0           | 0            | 1               | 0               | 0               | 0               | 0               | 1     | 0           | 0              | 0      | 0            |
|        |      | Amine Messoussa     | 1           | 0           | 0              | 0           | 0            | 0               | 0               | 0               | 0               | 0               | 1     | 0           | 0              | 0      | 0            |
|        |      | Simon Ramet         | 1           | 0           | 0              | 0           | 0            | 0               | 0               | 0               | 0               | 0               | 1     | 0           | 0              | 0      | 0            |

#### Statistiques joueurs prêtés
| Nom          | Club en prêt    | Championnat | Championnat | Championnat | Championnat  | Coupes nationales | Coupes nationales | Coupes nationales | Coupes nationales | Compétitions internationales | Compétitions internationales | Compétitions internationales | Compétitions internationales | Total | Total | Total  | Total        |
| Nom          | Club en prêt    | MJ          | B           | Averti      | Carton rouge | MJ                | B                 | Averti            | Carton rouge      | MJ                           | B                            | Averti                       | Carton rouge                 | MJ    | B     | Averti | Carton rouge |
| ------------ | --------------- | ----------- | ----------- | ----------- | ------------ | ----------------- | ----------------- | ----------------- | ----------------- | ---------------------------- | ---------------------------- | ---------------------------- | ---------------------------- | ----- | ----- | ------ | ------------ |
| Rocco Ascone | FC Nordsjælland | 12          | 2           | 1           | 0            | 5                 | 1                 | 2                 | 0                 | 0                            | 0                            | 0                            | 0                            | 17    | 3     | 3      | 0            |
| Yusuf Yazıcı | Trabzonspor     | 13          | 3           | 2           | 0            | 1                 | 2                 | 0                 | 0                 | 6                            | 0                            | 0                            | 0                            | 20    | 5     | 2      | 0            |
| Akim Zedadka | AJ Auxerre      | 20          | 0           | 5           | 0            | 2                 | 0                 | 0                 | 0                 | 0                            | 0                            | 0                            | 0                            | 22    | 0     | 5      | 0            |

## Onze de départ (toutes compétitions)
| No. | Pos. | Joueur          | Joués | Notes                                      |
| --- | ---- | --------------- | ----- | ------------------------------------------ |
| 30  | GB   | Lucas Chevalier | 35    | Jardim a joué 6 fois, Costil a joué 0 fois |
| 18  | DD   | Bafodé Diakité  | 36    | Weah a joué 32 fois                        |
| 6   | DC   | José Fonte      | 33    | Yoro a joué 15 fois                        |
| 3   | DC   | Tiago Djaló     | 26    | Alexsandro a joué 23 fois                  |
| 31  | DG   | Ismaily         | 25    | Gudmundsson a joué 18 fois                 |
| 20  | MR   | Angel Gomes     | 39    | André Gomes a joué 27 fois                 |
| 21  | MR   | Benjamin André  | 37    | Martin a joué 13 fois                      |
| 10  | MOC  | Rémy Cabella    | 35    | Baleba a joué 21 fois                      |
| 23  | AiD  | Edon Zhegrova   | 25    | Ounas a joué 22 fois                       |
| 7   | AiG  | Jonathan Bamba  | 35    | Virginius a joué 18 fois                   |
| 9   | AC   | Jonathan David  | 40    | Bayo a joué 30 fois                        |

| Chevalier Fonte (C) Djaló Diakité Ismaily Angel André Cabella Zhegrova Bamba David |

## Récompenses individuelles

### Dogues du mois
Le club fait voter ses supporters pour désigner un joueur du mois parmi l'effectif, il est appelé le Dogue du mois.
| Mois      | Vainqueurs      |
| --------- | --------------- |
| Août      | Angel Gomes     |
| Septembre | Adam Ounas      |
| Octobre   | Rémy Cabella    |
| Novembre  | Rémy Cabella    |
| Janvier   | Mohamed Bayo    |
| Février   | Jonathan David  |
| Mars      | Lucas Chevalier |
| Avril     | Rémy Cabella    |
| Mai       | Rémy Cabella    |